# 佐伯芳子
佐伯 芳子（さいき よしこ、1917年（大正6年）3月31日 - 2012年（平成24年）1月1日 ）は、日本の栄養学者・教育者。
栄養学を創設した佐伯矩の長女であり、矩の最晩年の弟子として栄養学研究を受け継いた。その後、父・矩の遺志を引き継ぎ、世界で初めての栄養士養成施設である佐伯栄養専門学校の校長となった。1964年（昭和39年）出版の著書『スピード栄養料理』では、当時でも七分搗き米を食べていると明かしている。

## 著書
- 『スピード栄養料理-ひとり暮らしのあなたのために』 実業之日本社、1964年（昭和39年）。
- 『栄養学者佐伯矩伝』 玄同社、1986年（昭和61年）。ISBN 978-4-905935-19-3。
- 『大正デモクラシーからの伝言　春ふたたび』　黒住芳子著（黒住は佐伯芳子の母方の姓）　玄同社、1986年（昭和61年）。
- 『秋のわかれ』東洋信号通信社、1992年（平成4年）